# Turquie au Concours Eurovision de la chanson 2003
La Turquie a participé au Concours Eurovision de la chanson 2003 le 24 mai à Riga, en Lettonie. C'est la 25e participation et 1re victoire de la Turquie au Concours Eurovision de la chanson.
Le pays est représenté par la chanteuse Sertab Erener et la chanson Everyway That I Can, sélectionnées en interne par la TRT.

## Sélection interne
Le radiodiffuseur turc, Radio-télévision de Turquie (TRT), sélectionne en interne l'artiste et la chanson représentant la Turquie au Concours Eurovision de la chanson 2003.
Lors de cette sélection, c'est la chanson Everyway That I Can, écrite et composée par Demir Demirkan et interprétée par Sertab Erener, qui fut choisie.

## À l'Eurovision

Points attribués à la Turquie au Concours Eurovision de la chanson 2003.

### Points attribués par la Turquie
| 12 points | Bosnie-Herzégovine |
| 10 points | Russie             |
| 8 points  | Israël             |
| 7 points  | Belgique           |
| 6 points  | Autriche           |
| 5 points  | Irlande            |
| 4 points  | Grèce              |
| 3 points  | Croatie            |
| 2 points  | Espagne            |
| 1 point   | Roumanie           |

### Points attribués à la Turquie
| 12 points                                             | 10 points                                                      | 8 points                    | 7 points                       | 6 points |
| ----------------------------------------------------- | -------------------------------------------------------------- | --------------------------- | ------------------------------ | -------- |
| - Autriche - Belgique - Bosnie-Herzégovine - Pays-Bas | - Croatie - France - Allemagne - Norvège - Roumanie - Slovénie | - Chypre - Portugal - Suède | - Grèce - Israël - Royaume-Uni |          |
| 5 points                                              | 4 points                                                       | 3 points                    | 2 points                       | 1 point  |
|                                                       | - Malte                                                        | - Islande - Espagne         | - Pologne - Ukraine            |          |

Sertab Erener interprète Everyway That I Can en 4e position, suivant l'Irlande et précédant Malte. 
Au terme du vote, la Turquie termine 1re sur 26 pays, ayant obtenu 167 points au total de la part de 21 pays,.